# Ransbach (Hohenburg)
Ransbach ist ein Gemeindeteil und eine Gemarkung der Gemeinde Hohenburg im Landkreis Amberg-Sulzbach.

## Geographie
Das Kirchdorf Ransbach liegt im Lauterachtal am südlichen Ende des Landkreises Amberg-Sulzbach.

## Geschichte
Die Katholische Kirche St. Peter stammt aus dem 18. Jahrhundert. Sie wurde unter Einbeziehung der Vorgängerkirche aus dem 13. Jahrhundert barock umgebaut.
Die 1818 mit dem Gemeindeedikt im Königreich Bayern gebildete Landgemeinde Ransbach mit den Orten Ransbach, Odenwöhr, Sternfall, Stetten und Weihermühle gehörte zum Landgericht Amberg. Im Zuge der Gebietsreform in Bayern wurde Ransbach am 1. Juli 1972 in die Gemeinde Hohenburg eingemeindet.
Stetten und Weihermühle sind abgegangen im Truppenübungsplatz Hohenfels.

## Sehenswürdigkeiten
Als Baudenkmale sind im Ort die Katholische Kirche St. Peter, ein Fachwerkstadel und ein Gasthaus erhalten.
→ Liste der Baudenkmäler in Ransbach